# Saturnino Ríos
Saturnino Ríos är en ort i Mexiko.   Den ligger i kommunen Palenque och delstaten Chiapas, i den sydöstra delen av landet, 800 km öster om huvudstaden Mexico City. Saturnino Ríos ligger 47 meter över havet och antalet invånare är 668.
Terrängen runt Saturnino Ríos är platt åt nordost, men åt sydväst är den kuperad. Runt Saturnino Ríos är det ganska glesbefolkat, med 34 invånare per kvadratkilometer. Närmaste större samhälle är Salto de Agua, 17,4 km sydväst om Saturnino Ríos. Trakten runt Saturnino Ríos består till största delen av jordbruksmark.